# جمعية الصيد الألمانية
Reichsbund Deutsche Jägerschaft (جمعية الصيد الألمانية) جمعية الصيد الرسمية في ألمانيا النازية، 1934-1945. كانت العضوية إلزامية لكل من يملك رخصة صيد.

## الأصل
تم إنشاء Deutsche Jägerschaft من خلال Reichsjagdgesetz (قانون الصيد الوطني) لعام 1934. تم حل مجتمعات الصيد الحالية ونقل العضوية إلى المجتمع الجديد. 

## مهمة
- تثقيف مجتمع الصيد لممارسة ثقافة الصيد الأخلاقية. [2]
- الحفاظ على سكان الحياة البرية دون تغيير لصالح الأجيال القادمة.
- تم استبعاد اليهود من العضوية حتى لو كانوا يمتلكون أراضي الصيد. [3]

## التنظيم

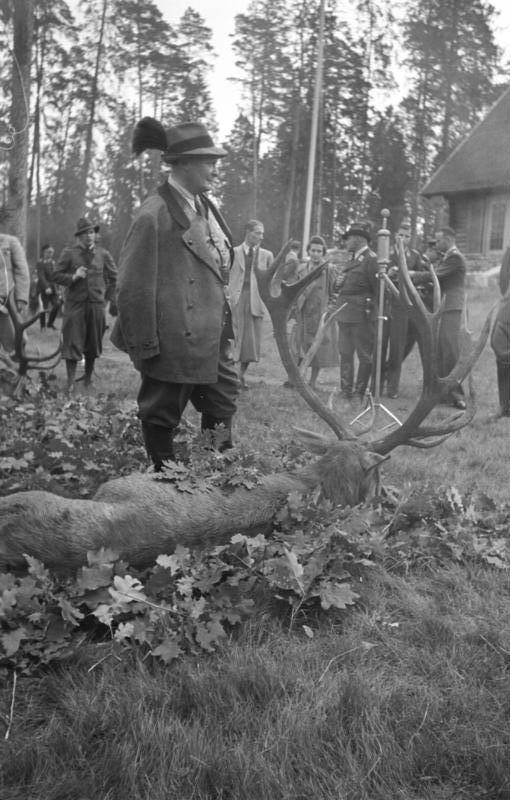
Reichsjägermeister هيرمان جورينج مع فريسته، 1939.

## هيكل الرتب

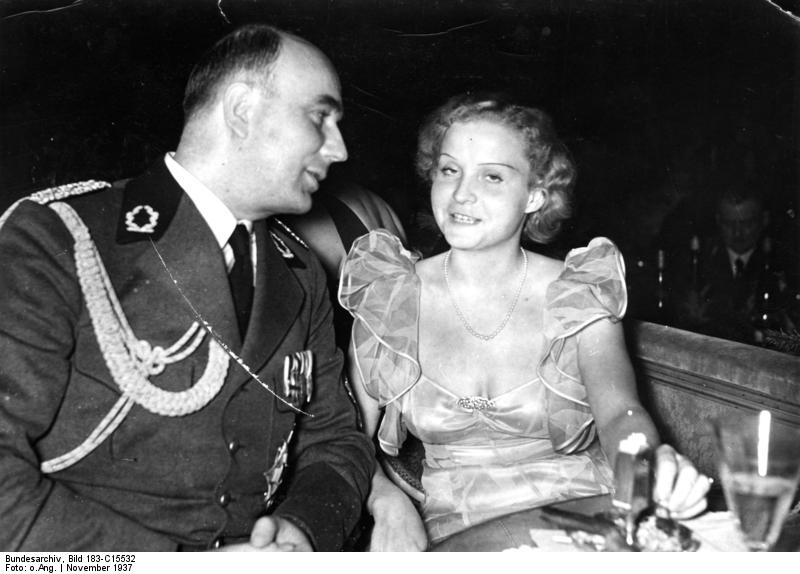
آرثر غريزر يرتدي الزي الرسمي ل Gaujägermeister.

## إنحلال
حلت قوات الحلفاء دويتشه جاغرشافت في عام 1945، وصودرت أصولها وممتلكاتها. 

## أعلام
- Reichsjäger- 

مايستر
- طاقم الرايخسايغر 

مايستر

Reichsjäger- مايستر
طاقم الرايخسايغر مايستر
أعضاء دويتشه جاغرشافت

- Landes- 

 jägermeister

Landes- jägermeister
Gaujägermeister
Kreis-
عضو عادي

 jägermeister
- عضو عادي